# Mariestrand
För andra betydelser, se Mariestrand (olika betydelser).

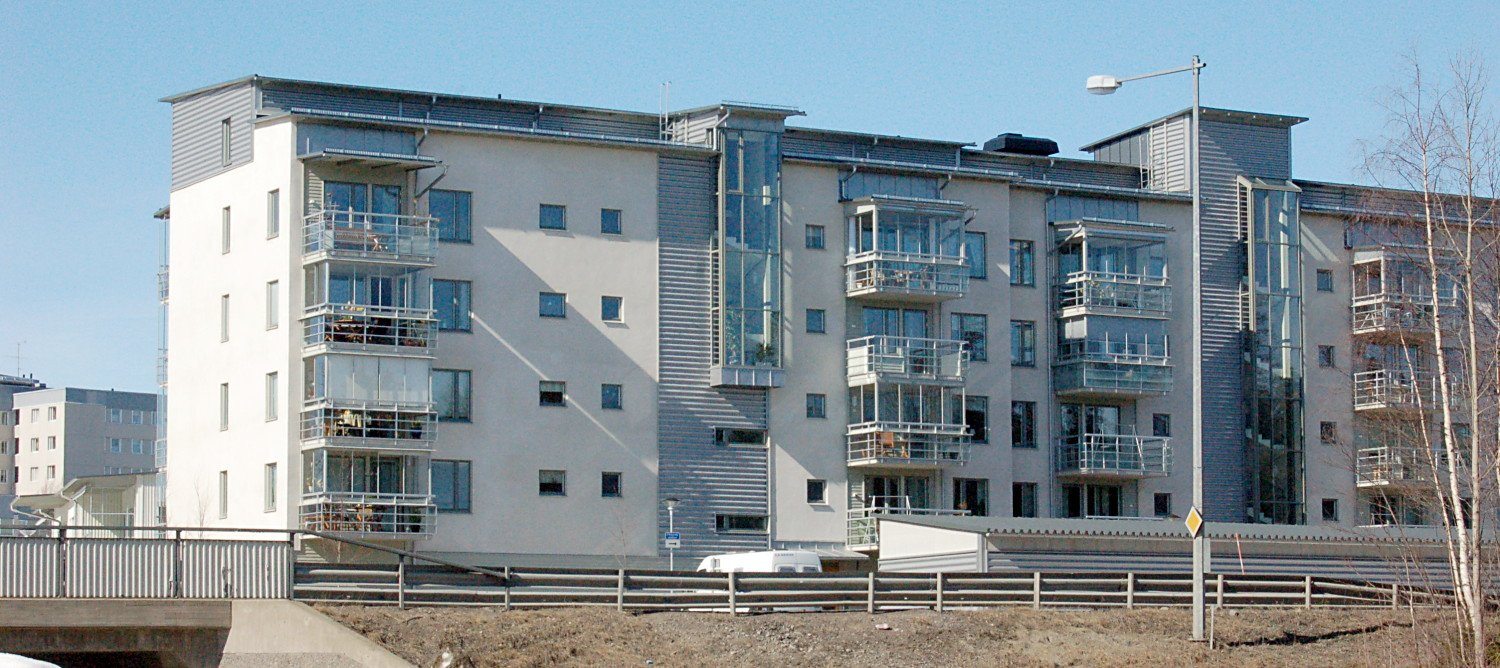
Mariestrand.

Mariestrand är ett bostadsområde i stadsdelen Mariehem i Umeå, som vetter mot Nydalasjön.
Området består av nyare bostadsrättslägenheter huvudsakligen byggda under mitten och andra halvan av 00-talet. Bebyggelsen utgörs av höghus närmast den hårt trafikerade Kolbäcksvägen, samt lägre byggnader närmare Mariehemsvägen.